# Constance Gay
Constance Gay (20 febbraio 1992) è un'attrice francese, nota per il ruolo di Billie Webber nella Serie Televisiva belga Unità 42.

## Filmografia

### Cinema
- Vous êtes jeunes vous êtes beaux (2018) - regia di Franchin Don
- Chamboultout (2019) - regia di Éric Lavaine
- La belle époque (2019) - regia di Nicolas Bedos

### Televisione
- Spiral - serie TV, 1 episodio (2014)
- La Famille Millevoies - serie TV, 1 episodio (2015)
- Unità 42 (Unité 42) - serie TV, 20 episodi (2017-2019)
- Les Ombres de Lisieux - film TV, regia di Nicolas Guicheteau (2019)
- Grand Hôtel - serie TV, 1 episodio (2020)
- Le due facce della legge (Face à Face) - serie TV (2021-in corso)

### Cortometraggi
- One Night (2014) - regia di Isabelle Laurent
- Summer Wine in Time (2015) - regia di Terry Misseraoui
- Demi-Sang (2019) - regia di Laetitia Mikles e Pierre Primetens